# 낙봉서원
낙봉서원(洛峰書院)은 대한민국 경상북도 구미시에 위치한 조선 시대의 서원이다. 1646년에 창건되었으며, 김숙자(金叔滋), 김취성(金就成), 김취문(金就文), 박운(朴雲), 고응척(高應陟)을 제향하고 있다.